# Cerro Caña
Cerro Caña es un corregimiento del distrito de Müna en la comarca Ngäbe-Buglé, República de Panamá. La localidad tiene 2.146 habitantes (2010).